# Познанский, Николай Фёдорович
Никола́й Фё́дорович Позна́нский (7 мая) 1888, Нижнеспасское, Тамбовская губерния, Российская империя — 18 февраля 1952, Саратов, РСФСР, СССР) — советский педагог, этнограф. Член-корреспондент Академии педагогических наук (АПН) Российской Советской Федеративной Социалистической Республики (РСФСР) (1945).
В научной деятельности разрабатывал вопросы фольклора и этнографии, истории, истории педагогической мысли в России и за рубежом. Монография о заговорах не раз переиздавалась в настоящее время.

## Биография
Родился 7 мая 1888 года в селе Нижнеспасском Тамбовского уезда, Тамбовской губернии. Из семьи дьякона Фёдора Семёновича Познанского (1848-1912).
Учился в местной сельской земской школе. Затем в Тамбовской духовной семинарии, отчислен в 1907. В 1909 экстернатом сдал экзамены за курс гимназии. Окончил в 1913 историко-филологический факультет Петербургского университета.
Преподавал этнографию на Петербургских высших географических курсах, работал редактором журнала этнографического отделения Географического общества «Живая старина». В 1917–1918 в Тамбове участвовал в создании педагогических курсов, а затем педагогического факультета Тамбовского университета, где был деканом, профессором и заведующим кафедрой педагогики. За всё время дореволюционного периода удостоен премий Академии наук (АН) и Русского географического общества. В 1921–1922 работал в Тамбовском институте народного образования и на рабфаке. С 1923 заведующий кафедрой педагогики Саратовского университета и Саратовского педагогического института.
Умер 18 февраля 1952 года в Саратове где на тот момент жил и преподавал.

## Произведения
- Соч.: Трудовая педагогика Песталоцци и современность. (Саратов, 1925)
- Идея трудового воспитания у Ф. Фребеля. (Саратов)
- 1926; В. Г. Белинский о воспитании.
- 1949; Заговоры: опыт исслед. происхождения и развития заговор. (формул. М.,1995.)